# Hans Egede
Hans Poulsen Egede (Harstad, 31 de janeiro de 1686 – Falster, 5 de novembro de 1758) foi um pastor norueguês de ascendência dinamarquesa. Ele também é conhecido como "Apóstolo da Groenlândia". Ele estabeleceu uma missão bem sucedida entre os Inuits e é creditado com a revitalização do interesse Dano-Norueguês na ilha após o contato ter sido quebrado por centenas de anos. Ele fundou a capital da Groenlândia, Godthåb, agora conhecida como Nuuk.

## Galeria

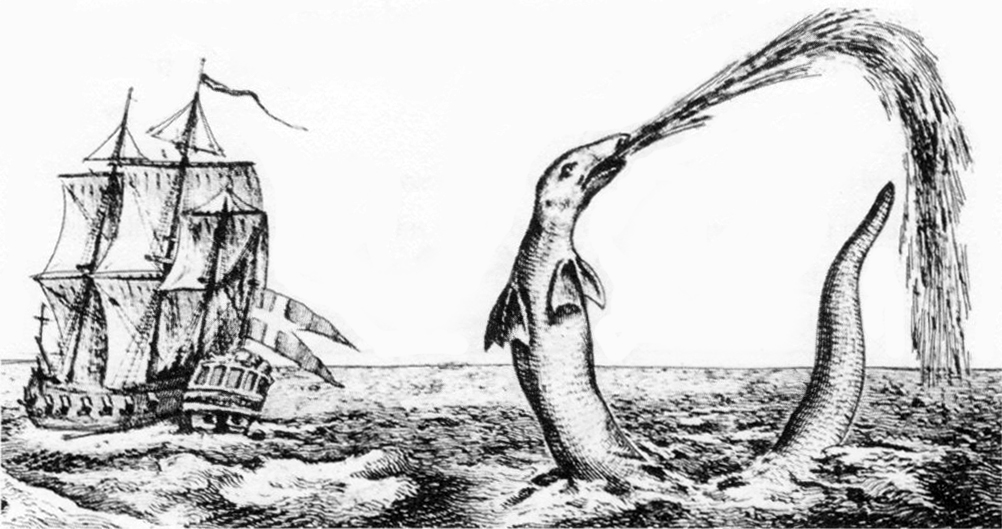
A Serpente Marinha relatado por Hans Egede, em 1734.
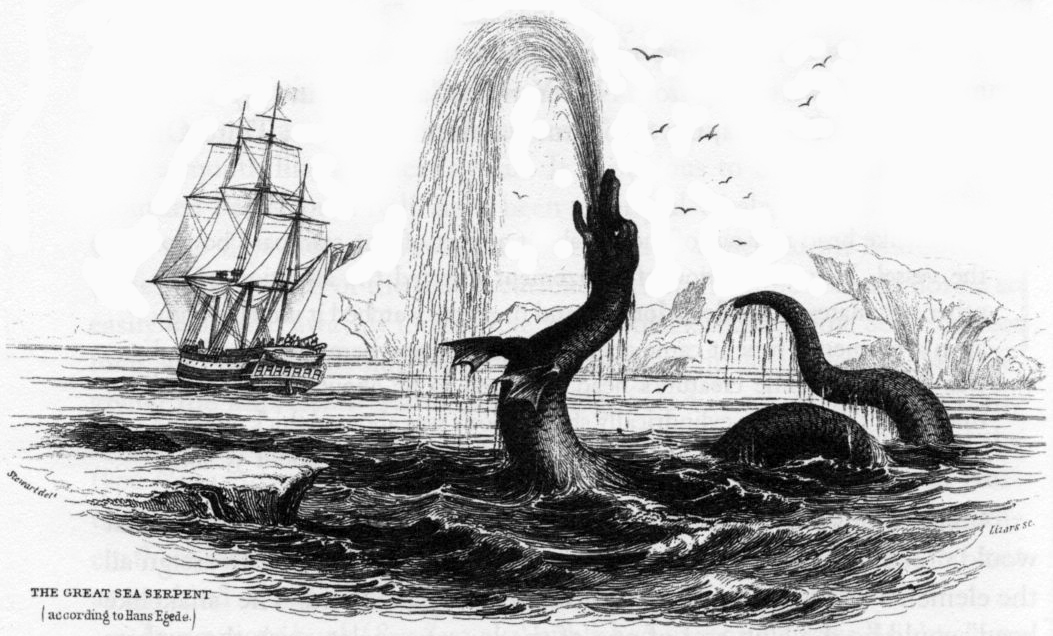
A "Grande Serpente Marinha" conforme Hans Egede.

## Outras fontes
- Ingstad, Helge. Land under the pole star: a voyage to the Norse settlements of Greenland and the saga of the people that vanished (translated by Naomi Walford, Jonathan Cape, London: 1982)
- Garnett, Eve To Greenland's icy mountains; the story of Hans Egede, explorer, coloniser missionary (London: Heinemann. 1968)